# Chiesa di Santa Maria del Popolo (Bomba)
La chiesa di Santa Maria del Popolo è la parrocchiale di Bomba, in provincia di Chieti e arcidiocesi di Chieti-Vasto.

## Storia

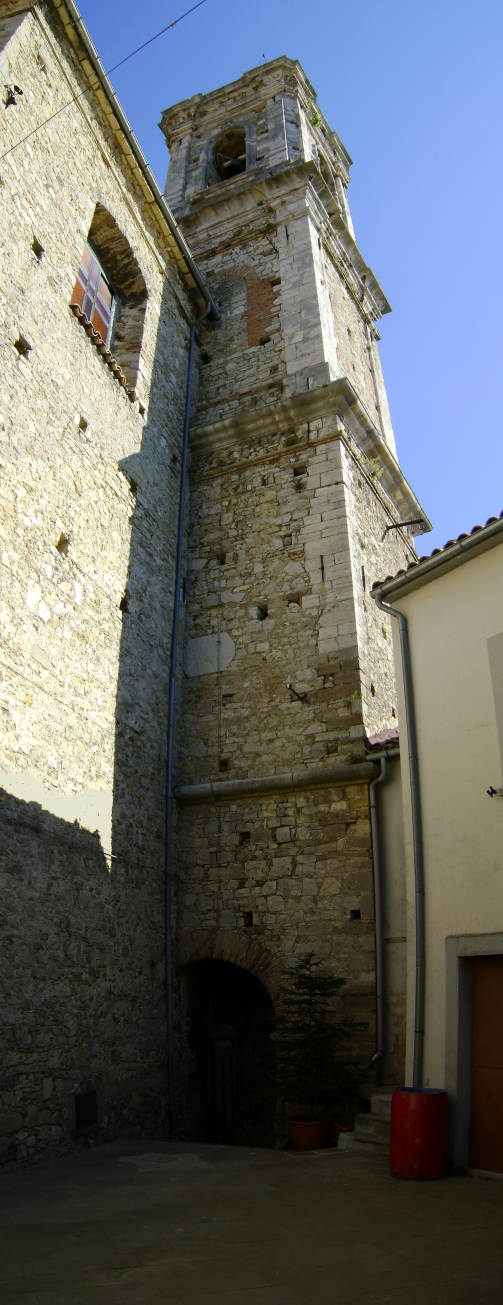
Il campanile

Il primo edificio, eretto su una rupe in posizione dominante nella Valle del Sangro, risale al 1100 circa. Del precedente luogo di culto non restano tracce, poiché su commissione di don Bertrando Spaventa (parroco di Bomba dal 1741 al 1761, zio dei celebri Silvio e Bertrando Spaventa), fu completamente ricostruita intorno alla metà del XVIII secolo. Il portale laterale risale infatti al 1742, come testimoniato da un'iscrizione. Per ampliare la chiesa venne inoltre incassata nei muri la torre campanaria, sopraelevandola poi di un piano. La lapide del religioso, posta sulla controfacciata accanto all'ingresso principale, attesta che i lavori di rifacimento terminarono nel 1757.

## Descrizione

### Struttura
La facciata, è rivolta verso Ovest, con il suo stile barocco si armonizza con il campanile. L'interno presenta una pianta a croce greca con abside allungata.

### L'interno

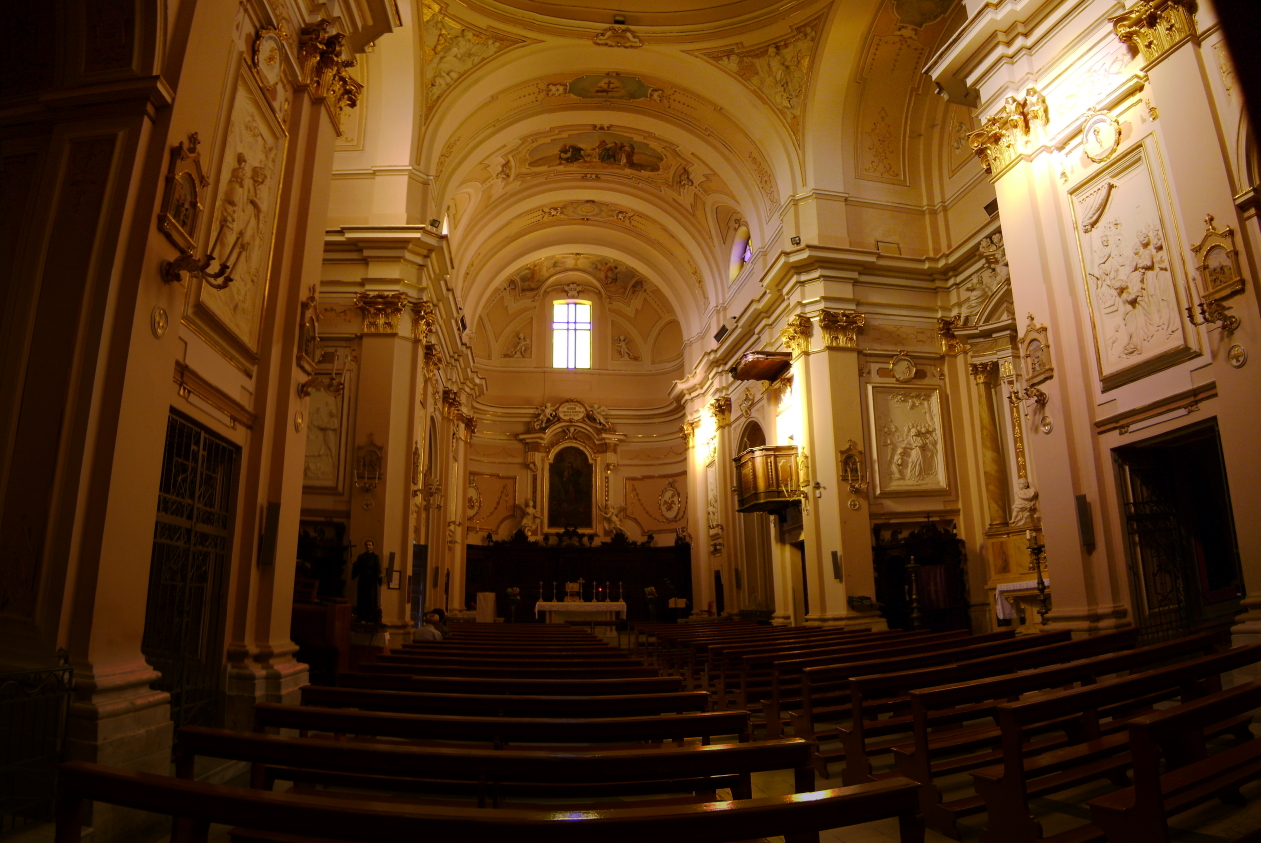
L'interno della chiesa

Il coro in legno di noce, ubicato nell'abside, i confessionali e il pulpito sono opera di Domenico De Simone di Agnone. Il primo, ornato da alto e bassorilievi, presenta tre riquadri che rappresentano il Re Davide che fa atto di pentimento (a sinistra), la cacciata di Adamo ed Eva dal Paradiso terrestre (al centro) e il profeta Natan che rimprovera Davide per avere commesso adulterio (a destra). Nell'angolo superiore sinistro del riquadro di destra vi è una Madonna dai lineamenti simili a quella della pala che sovrasta l'altare. In basso è recata la scritta: Dom. Ant. D´Intino/Hanc parochialem ecles. Reggente /DominIcus De Simone Anglonensis/Fecit A.D. MDCCCVI.
Sulle fiancate laterali vi sono diverse cappelle, tutte risalenti all'XVIII secolo. Le pitture che sovrastano gli altari delle stesse sono quasi tutti attribuiti a Ludovico De Majo. Sul lato destro vi sono le cappelle del Purgatorio, della Madonna del Rosario e, dopo il battistero, quella di Sant'Antonio. Sul lato sinistro quelle di San Giuseppe, di San Donato (patrono di Bomba), e di San Domenico, attribuita al caposcuola napoletano cavalier Giacomo Farelli. Nella cappella di San Donato sono presenti inoltre numerose reliquie.
La chiesa è inoltre dotata di numerose statue in legno e in terracotta, prevalentemente risalenti al XVIII secolo. Tra le eccezioni ne compare una del XV secolo, raffigurante San Sebastiano, probabilmente di scuola toscana.
Gli stucchi raffigurano scene dell'Antico e del Nuovo Testamento, quali San Michele e Lucifero, la cacciata dei mercanti dal Tempio, la Maddalena che lava i piedi a Gesù, il figliuol prodigo, il Battesimo di Cristo, la regina Ester che implora la salvezza per il suo popolo, la Samaritana, Zaccheo, l'adultera. I capitelli e le colonne sono arricchiti da decorazioni in oro. Nella cupola sono presenti i simboli dei quattro evangelisti con le virtù cardinali.